# Odalys García
Odalys García (phát âm tiếng Tây Ban Nha: [oˈðaliz ɣaɾˈsi.a]; sinh ngày 23 tháng 10 năm 1975) là nữ diễn viên, người mẫu, ca sĩ và người dẫn chương trình người Cuba.
García sinh ra tại Havana, Cuba. Bà bắt đầu sự nghiệp của mình bằng việc tham gia các cuộc biểu diễn khiêu vũ khi mới chỉ 8 tuổi. Đến năm 9 tuổi, bà được nhận vào trường Ba lê Alicia Alonso.
Khi Odalys 13 tuổi, bà đến Miami. Tại đó, bà bắt đầu sự nghiệp làm người mẫu. Năm 1991, bà là biên đạo, người dẫn chương trình Noche de Gigantes (Đêm của những người khổng lồ) cùng với Don Francisco do kênh Univision sản xuất. Trong suốt 2 năm tham gia chương trình, Garcia và Don Francisco trở thành bạn bè, và bà bắt đầu nổi tiếng trong mắt khán giả Hispanic.
Bà được chọn tổ chức chương trình chiếu phim chiều thứ bảy mang tên De Pelicula. Năm 1993 đánh dấu bước đột phá của Odalys, khi bà được chọn tham gia chương trình hài, sử dụng camera giấu kín mang tên Lente Loco, trong vai Pupu Pirú. Đây là chương trình giống như phiên bản Candid Camera của Tây Ban Nha. Lente Loco trở thành một hit lớn của Univision và danh tiếng của Odalys tăng lên nhanh chóng. Trong nhiều năm, bà trở thành đối tượng của những chuyên đề tình cảm lãng mạn trong nhiều tạp chí và trở thành phát ngôn viên Câu lạc bộ Musica Latina của Columbia House. Bà cũng tham gia vai diễn trong vở opera xà phòng Tây Ban Nha mang tên Morelia. Bà còn là phát ngôn viên của Bally Total Fitness, một hệ thống phòng tập của Mỹ.
Odalys García cũng là nhà điều hành và ca sĩ.  Lịch của bà bán rất chạy trong nhiều năm. Phiên bản lịch năm 2001 bán được tới 200.000 bản, trong phiên bản này có một video đính kèm.